# Dehidroaskorbinska kiselina
Dehidroaskorbinska kiselina (DHA) je oksidovani oblik askorbinske kiseline. Ona se aktivno transportuje u endoplazmatični retikulum ćelija putem glukoznih transportera. DHA se zadržava tamo usled redukcije to askorbata posredstvom glutationa i drugih tiola. L-dehidroaskorbinska kiselina je u istoj meri vitamin C kao i L-askorbinska kiselina. Slobodni radikal semidehidroaskorbinske kiseline (SDA) takođe pripada ovoj grupi oksidovanih askorbinskih kiselina.

## Struktura i fiziologija
|  |

|  |

Od natrijuma zavisni transporter za vitamin C je uglavnom prisutan na specijalizovanim ćelijama. Za razliku od toga glukozni transporteri, prvenstveno GLUT1, osiguravaju transport vitamina C u većini drugih telesnih ćelija. Oni transportuju oksidovanu formu vitamina. Reciklacija nazad do askorbata formira neophodni enzimski kofaktor i intraćelijski antioksidans.
DHA struktura koja je prikazana ovde se često sreće u udžbenicima. Ovaj 1,2,3-trikarbonil je suviše elektrofilan da bi opstao duže od nekoliko mili sekundi u vodenom rastvoru. Struktura koja proizilazi iz spektroskopskih studija je rezultat brzog formiranja hemiacetala između 6-OH i 3-karbonil grupa. Hidracija 2-karbonila je takođe primećena.  Životni vek stabilizovanih vrsta je oko 6 minuta pod biološkim uslovima. Ireverzibilna hidroliza estarske veze, sa dodatnim reakcijama degradacije sledi. Kristalizacija DHA rastvora daje pentacikličnu dimernu strukturu velike stabilnosti.
Reciklacija askorbata putem aktivnog transporta DHA molekula u ćelije, čemu sledi redukcija i ponovna upotreba, ulažava ljudsku nesposobnost sinteze vitamina C iz glukoze.

### Transport u mitohondrije
Vitamin C se akumulira u mitohondrijama, gde se većina slobodnih radikala formira. On se unosi kao DHA putem glukoznih transportera, GLUT1. Askorbinska kiselina štiti mitohondrijski genom i membranu.

## Literatura
- Nualart F, Rivas C, Montecinos V, Godoy A, Guaiquil V, Golde D, Vera J (2003). „Recycling of vitamin C by a bystander effect”. J Biol Chem. 278 (12): 10128—33. PMID 12435736. doi:10.1074/jbc.M210686200. Архивирано из оригинала 15. 02. 2009. г. Приступљено 09. 02. 2012.